# Bosnische oorlogsmisdadenkamer
De Bosnische oorlogsmisdadenkamer, ook wel kamer voor oorlogsmisdaden van het Staatsgerechtshof in Sarajevo, (Bosnisch/Kroatisch: Vijeće za ratne zločine Suda Bosne i Hercegovine, Servisch: Вијеће за ратне злочине Босне и Херцеговине; in het Engels vertaald als War Crimes Chamber of the Court of Bosnia and Herzegovina, BWCC) was een geïnternationaliseerd hof binnen het rechtssysteem van Bosnië en Herzegovina.

## Geschiedenis
In 1991 verklaarden Slovenië en Kroatië zich als eerste onafhankelijk van de Socialistische Federale Republiek Joegoslavië. In 1992 volgde, na een referendum, Bosnië en Herzegovina. In Bosnië en Herzegovina werd al snel duidelijk dat de Bosnische moslims (Bosniakken) en Bosnische Kroaten een voor ieder een eigen staat wilden, terwijl de Bosnische Serviërs tegen afsplitsing waren. Als reactie vielen de Bosnische Serviërs Sarajevo aan, wat het begin van de Bosnische Burgeroorlog inluidde. 
Gedurende de gevechten kregen de Bosnische Kroaten steun vanuit Kroatië en de Bosnische Serviërs steun vanuit Servië. Aan beide zijden werden tijdens het conflict specifiek burgerdoelen aangevallen en werd er geprobeerd door middel van geweld en deporatie hele gebieden te zuiveren van andere groepen (etnische zuiveringen). Het conflict zou uitgroeien tot een van de ergste conflicten in Europa sinds de Tweede Wereldoorlog, waarbij circa honderdduizend mensen de dood vonden, waaronder zestienduizend kinderen, en miljoenen mensen moesten vluchten. Het conflict werd verder gekenmerkt door de wijdverspreidde wandaden die werden gepleegd, zoals massamoord, verkrachtingen, detentie in concentratiekampen en etnische zuiveringen. Een dieptepunt was daarbij de, door het Joegoslaviëtribunaal als genocide bestempelde, val van Srebrenica.
De gevechten in Bosnië eindigden in 1995 met het verdrag van Dayton. In dit verdrag werd Bosnië opgedeeld in twee delen: de overwegend uit Bosniakken en Kroaten bestaande Federatie van Bosnië en Herzegovina en de Servische Republiek. Het vredesverdrag voorzag in een verregaande mate van eigen bestuur door de gebieden en een gedeeld presidentschap. Daarnaast werd het 'Kantoor van de Hoge Vertegenwoordiger' (Office of the High Representative (OHR)) in het leven geroepen, als vertegenwoordiging van de internationale gemeenschap. Daarvoor kreeg de OHR speciale bevoegdheden, waaronder de bevoegdheid om naar eigen inzicht wetten te maken en overheidsfunctionarissen te ontheffen van hun functie.

## Oprichting
In november 2002 werd het Staatsgerechtshof van Bosnië en Herzegovina opgericht. Dit hof heeft de bevoegdheid om recht te spreken over zowel de staat Bosnië en Herzegovina, als ook over de autonome regio's Federatie van Bosnië en Herzegovina, Servische Republiek en Brčko. Het Staatsgerechthof werd opgedeeld in drie divisies: de strafrechtelijke divisie, de bestuursrechtelijke divisie en de divisie voor hoger beroep. In de daaropvolgende jaren zou de structuur van het Hof verder aangepast worden, zo zou de divisie strafrecht verder onderverdeeld worden in drie secties: sectie I voor oorlogsmisdaden, sectie II voor georganiseerde misdaad, economische misdaad en corruptie en sectie III voor alle andere misdaden. De divisie strafrecht, sectie I voor oorlogsmisdrijven van het Staatsgerechtshof van Bosnië en Herzegovina (kortweg de Bosnische oorlogsmisdadenkamer) begon zijn werk officieel op 9 maart 2005. De Nederlandse rechters Raoul Dekkers en Paul Brilman waren lid van de oorlogsmisdadenkamer.